# Prospherysa castanifrons
Prospherysa castanifrons är en tvåvingeart som först beskrevs av Jacques-Marie-Frangile Bigot 1889.  Prospherysa castanifrons ingår i släktet Prospherysa och familjen parasitflugor. Inga underarter finns listade i Catalogue of Life.